# Igor Zlatanović
Igor Zlatanović (in serbo Игор Златановић?; Užice, 10 febbraio 1998) è un calciatore serbo, attaccante dell'Hapoel Be'er Sheva.